# Scutaster
Scutaster is een geslacht van uitgestorven zee-egels, en het typegeslacht van de familie Scutasteridae. Vertegenwoordigers van dit geslacht zijn slechts als fossiel bekend.

## Soorten
- Scutaster vaquerosensis Loel & Corey, 1932 †